# Ciudad Nezahualcóyotl
Ciudad Nezahualcóyotl este un oraș din Mexic de peste 1.000.000 locuitori. 